# Ludovico Dolfo
Ludovico Dolfo (Treviso, 30 giugno 1989) è un pallavolista italiano, schiacciatore del Tricolore.

## Carriera
La carriera di Ludovico Dolfo comincia nel 2003 nelle giovani del Volley Treviso: il suo esordio in prima squadra, nella Serie A1 italiana, avviene nella stagione 2008-09; precedentemente aveva partecipato alle competizioni con la nazionali giovanili italiane.
Nella stagione 2009-10 viene ingaggiato dalla Pallavolo Loreto, dove resta per due annate, anche dopo la retrocessione in Serie A2; nella stagione 2011-12 torna alla squadra di Treviso. Nel 2012 ottiene le prime convocazioni in nazionale.
Nella stagione 2012-13 passa alla New Mater Volley di Castellana Grotte; nel 2013, con la nazionale, vince la medaglia d'oro ai XVII Giochi del Mediterraneo e quella di bronzo alla Grand Champions Cup.
Nell'annata 2013-14 viene ingaggiato dalla Pallavolo Città di Castello, neopromossa in Serie A1, club dove milita per due annate, prima di ritornare, nella stagione 2015-16, in Serie A2, con la maglia del Volley Tricolore Reggio Emilia, dove resta per altri due campionati. Sempre nella divisione cadetta, si accasa per la stagione 2017-18 alla Olimpia Bergamo, in quella 2018-19 all'Impavida Ortona, mentre in quella 2019-20 è nuovamente al Tricolore.

## Palmarès

### Nazionale (competizioni minori)
- Giochi del Mediterraneo 2013

### Premi individuali
- 2007 - Campionato europeo under 19: Miglior attaccante
- 2008 - Campionato europeo under 20: Miglior realizzatore
- 2008 - Campionato europeo under 20: Miglior attaccante